# Julia Niedziejko
Julia Niedziejko (ur. 1993) – polska poetka.
Laureatka V Ogólnopolskiego Konkursu na Tomik Wierszy Duży Format 2017 w kategorii przed debiutem. Za tomik Niebieska godzina (Fundacja Duży Format, Warszawa 2017) nominowana do Wrocławskiej Nagrody Poetyckiej „Silesius” 2018 w kategorii debiut. 